# خوسيه إريك كوريا
خوسيه إريك كوريا (بالإسبانية: José Erick Correa)‏ (20 يوليو 1992 في كولومبيا - ) هو لاعب كرة قدم كولومبي في مركز الهجوم. لعب مع تيغري وجيمناسيا لابلاتا ونادي شيفاز يو إس أي وBoyacá Chicó F.C. ‏.

## وصلات خارجية
- خوسيه إريك كوريا على موقع الدوري الأمريكي (الإنجليزية)
- خوسيه إريك كوريا على موقع قاعدة بيانات كرة القدم.إي يو (الإنجليزية)
- خوسيه إريك كوريا على موقع Soccerway.com (الإنجليزية)